# Péninsule de Juminda
La péninsule de Juminda, estonien : Pakri poolsaar, est une péninsule d'Estonie située sur la côte du golfe de Finlande, à l'est de Tallinn. 

## Géographie
La péninsule est située entre la baie de Kolga et la baie de Hara.
Sa longueur est d'environ 13 kilomètres et sa largeur maximale de 6 kilomètres.
Une grande partie de la péninsule est une forêt de conifères.
La population habite principalement dans les villages côtiers: Virve, Kiiu-Aabla, Tapurla, Leesi, Ilmastalu, Kolga-Aabla, Tammistu.
Le plus ancien est probablement Juminda mentionné dès 1290.

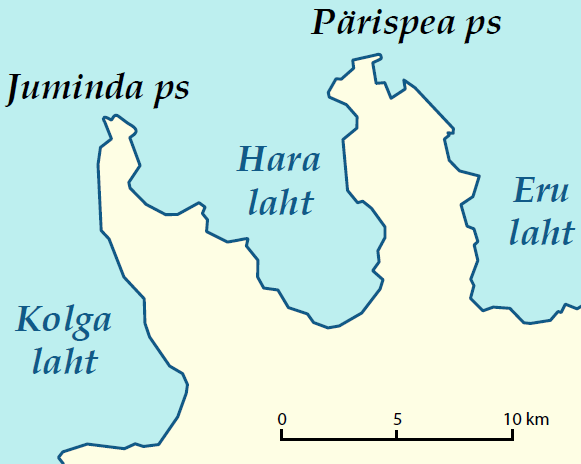
Carte d'une partie de la côte septentrionale de l'Estonie avec la péninsule de Juminda (légendée Juminda ps).